# Clémentine de Como
Pour les articles homonymes, voir Como.
Clémentine de Como est une écrivaine et féministe française du XIXe siècle.

## Biographie
Clémentine de Como naît à Bonnieux, dans le Vaucluse en Provence, le 8 octobre 1803. Son père, Philippe de Como, est un immigré du Piémont qui a déserté l'armée révolutionnaire. Sa mère, Anne Euphrosine Ollivier de la Combe, jeune aristocrate provençale, était, selon Clémentine de Como, «peu cultivée, ainsi que toute femme d’alors». Le couple Como eut au total quatre filles : après Clémentine, Philippine (1804-1836), Adèle (1806-1808) et Angélique (1808-1845). Clémentine sera la dernière survivante de la famille.
Como manifeste très tôt, outre un intérêt pour l'histoire, une conscience et une opinion politique : elle décrit dans ses mémoires son éducation monarchiste-légitimiste et catholique-jésuitique précoce dans le contexte de la Provence postnapoléonienne, où la noblesse était restée fidèle aux Bourbons, et où les classes populaires vénéraient l'aristocratie et le clergé.
En 1820, elle commence son noviciat (sous le nom de Sœur Ste Martine) dans la congrégation des Sœurs de Saint Charles de Lyon, fondée par Charles Démia en 1680. Démia est à l'origine de l'enseignement pour les enfants pauvres du diocèse de Lyon, puis de toute la France ; elle peut être considérée comme l'origine de l'enseignement généralisé aux classes populaires.
Par la suite, Como est envoyée comme institutrice dans un institut de Montpellier sous les ordres d'une mère supérieure tyrannique, puis en 1830 à Cadenet et Vézénobres, mais ne devient jamais nonne. Après avoir quitté la congrégation, elle décide d'ouvrir des instituts non confessionnels pour l'instruction des jeunes filles dans le Midi de la France : en 1832, elle fonde sa première école à Lambesc, dont elle confie la direction à sa sœur Angélique, et en mars 1834, elle ouvre un autre institut important à Aix-en-Provence, placé sous le contrôle de l'archevêché.
À la suite de l'épidémie de choléra de 1836, elle perd sa mère et sa sœur Philippine. De retour à Aix, elle perd de nombreuses élèves à cause de la concurrence de l'École du Sacré-Cœur, dirigée par la Compagnie de Jésus.
Chez l’éditeur Aubanel à Avignon, elle publie ses deux premiers romans : Célina et Flammy. Nouvelles (1836) et Yva ou La prisonnière du château (1838). À la mort de son ami Monseigneur Christol, en février 1839, elle accepte d'écrire sa biographie et collabore à la revue “L'Auréole” d'Aix-en-Provence.
Son père la convainc, en juin 1839, de le suivre au Piémont, mais après leur arrivée à Savillan, il disparaît et Como ne retrouvera jamais sa trace. Sa sœur Angélique la rejoint avec beaucoup de difficulté. Como passera le reste de sa vie dans le nord de l'Italie comme expatriée.
Ne trouvant pas le terrain propice pour ouvrir une école à Savillan, l’institutrice s'installe en juillet 1841 à Casale Monferrato, où elle réussit à fonder un institut privé d'éducation féminine et publie son troisième roman, Blanche aux Indes (1842), écrit en partie en Provence.
À Casale, elle rencontre le poète et dramaturge Pietro Corelli (Casale Monferrato 27 avril 1820 - Florence 8 septembre 1867), dont elle devient la maîtresse contre son gré. Dans son autobiographie, Como décrit avec précision les étapes de sa relation sentimentale avec Corelli, pour mettre en lumière les techniques de manipulation utilisées par le séducteur pour l'exploiter financièrement sous la promesse du mariage. Le poète la séduit en la flattant pour ses talents d'écrivaine, puis il la force à travailler sans relâche et à des privations continuelles pour subvenir à ses besoins et à ceux de sa famille, lui promettant un mariage toujours reporté.
En 1843, Como participe avec Corelli à un recueil de vers en l'honneur de Charles-Albert de Savoie. En 1845, après avoir écrit un faux acte de mariage, Corelli la convainc de s'installer à Gênes avec sa sœur. Angélique, déjà malade, meurt et est enterrée au cimetière de Gênes. En 1846, Como et Corelli partent pour Florence en passant par Pise et Livourne. Ils restent une dizaine de mois dans la capitale toscane, afin de permettre à Corelli d'effectuer des recherches pour la rédaction d'un essai sur Savonarole. Clémentine rencontre le poète républicain et anticlérical Jean-Baptiste Niccolini, et découvre entre-temps que le dramaturge l'a trompée par un faux mariage. Souhaitant rompre leur union, alors que l’institutrice attendait une fille de lui, Corelli demande à la poétesse Isabella Gabardi Rossi de procurer un travail à sa maîtresse, à Bologne, en la faisant passer pour sa cousine.
Début avril 1847, Corelli et Como partent à Bologne, où elle trouve un emploi d’institutrice chez le marquis Cavriani. Mais elle découvre que Corelli a fait une promesse de mariage à une jeune Bolonaise et, submergée par la dépression, elle fait une fausse couche. Elle passe la saison des bains à Rimini, puis en octobre 1847, Como part à Milan, où elle se met en relation avec le journaliste et polémiste anticlérical Aurelio Bianchi Giovini, avec l’écrivain et journaliste Carlo Tenca et le critique Luigi Toccagni, pour trouver des leçons. Elle se lie aussi d’amitié avec la cantatrice Joséphine Brambilla, jeune sœur de la contralto Marietta Brambilla.
En mars 1848, elle  assiste aux cinq journées de Milan et exprime sa solidarité au peuple milanais en publiant une poésie dans la revue La Moda le 17 avril 1848. Fin mai Corelli la rejoint. Como découvre que son faux mari l’a trompée avec sa servante Mariette qui attend un enfant de lui. Après la défaite de Novara, elle décide de retourner au Piémont, en expliquant : «j’avais pris en horreur l’Autriche et ne voulais pas vivre sujette».
À son arrivée à Turin, elle retrouve Corelli et accepte la cohabitation dans un appartement de la rue des Boucheries Po, et c'est ensuite Via Bellezia n. 42, où son amant la fait passer pour sa servante, qu'elle vit les scènes les plus dramatiques de sa relation amoureuse, qui la conduit à une tentative de suicide. Dans la capitale du royaume de Savoie, elle se lie d'amitié avec l'ancienne comédienne de théâtre Carlotta Marchionni, et avec le librettiste Felice Romani, qui après une médiation avec Corelli lui permet d'obtenir (pour quelques mois) une rente mensuelle de quarante francs. Elle rencontre également Vincenzo Gioberti, à qui elle avait dédié un poème, dans les jours précédant son départ pour Paris en tant qu'envoyé extraordinaire du royaume de Sardaigne. Il est impossible de ne pas rapprocher l'anti-jésuitisme de Como de celui de l'auteur du Gesuita moderno, publié à Lausanne en 1846-47. 
Elle passe ensuite environ un an, entre mi-1849 et fin 1850 dans la petite ville de Chieri, où elle prend conscience du manque total d'éducation des classes les plus pauvres, et des femmes en particulier. Elle entre en contact avec les familles juives Levi et Sacerdote, en particulier avec Emmanuel Levi et avec le diplômé en droit, patriote et érudit David Levi, qui l'aide dans ses conflits juridiques avec Corelli. C'est là qu'elle commence à écrire son autobiographie.
En janvier 1851, Como retourne à Turin, où elle reçoit l'aide précieuse de son ami Domenico Berti, qui l'aide à fonder un institut pour demoiselles. Fin 1851, elle cède finalement aux pressions de Corelli et le délivre de son (faux) contrat de mariage avec elle ; elle apprend que celui-ci s’est marié début janvier 1852.
Son autobiographie, Émancipation de la femme, est publiée en français en 1853 chez l’éditeur Arnaldi. Le texte, à visée pédagogique, qui se veut un pendant féminin aux confessions de Rousseau, compte près de mille deux cents pages ; il s'adresse aux femmes, afin de dénoncer l'éducation religieuse proposée dans les instituts monastiques et de les mettre en garde contre les séducteurs. Il rapporte de longs extraits de sa correspondance avec Corelli, transcrite en vue d'une éventuelle action en justice pour "délit de séduction", auquel elle a cependant renoncé. Il fut descendu par la critique "machiste", qui ne lui pardonnait pas la franchise avec laquelle elle décrivait son personnage de femme séduite qui, d'une certaine manière, sortait grandie de cette expérience. Mais, comme l'explique Fabio Bertini, en réalité, Émancipation de la femme «raconte sous forme autobiographique le drame féminin pour combattre les préjugés et dénoncer l'absence de droits des femmes et insère son parcours de vie dans le processus révolutionnaire qui culmine dans les événements de 1848, avec la conviction précise que le progrès des nations ne peut se faire sans le progrès des femmes et sans l’engagement démocratique pour la liberté contre toute tyrannie».
En 1854, Clémentine de Como publie en italien le drame tragicomique Il poeta Rafaele e le sue vittime ossia Pietro C. e Clementina De C., pour mettre un point final à sa relation malheureuse. Malgré son caractère souvent dramatique, la pièce présente plusieurs passages très amusants et montre la capacité de Como à l'autocritique et à l'autodérision.
Par l'intermédiaire de Berti, elle rencontre l’homme politique libéral et journaliste Lorenzo Valerio, auquel elle écrit en septembre 1855, depuis la modeste Via della Basilica, pour ouvrir un nouvel institut. En ce qui concerne ses connaissances littéraires féminines, il est probable qu'elle ait fréquenté Agathe-Sophie Sasserno et Giulia Molino Colombini, très actives dans le domaine pédagogique, et qu'elle ait connu Olimpia Savio.
Le 16 octobre 1856, elle se marie à Turin avec Joseph Viallet, originaire de Beaufort (Savoie), âgé de seulement 31 ans (elle en a 53). Ses témoins de mariage sont Pietro Paolo Cavalli (de 29 ans) et Roberto Moncalvo (de 27 ans), qui deviendra quelques années plus tard le directeur du journal Il Buonumore. En novembre 1856, elle publie une annonce pour des «cours de langue française et italienne» à son domicile, au nom De Como-Viallet. 
On perd ensuite sa trace pendant une dizaine d'années, jusqu'en 1866 lorsque paraît son roman Pauvres enfans !, signé De Como-Viallet et salué par Victor Hugo dans sa correspondance privée.  L'intrigue, qui se déroule à Paris, porte sur les enfants illégitimes et leurs mères trahies par le comportement libertin et irresponsable des hommes, qui crée des situations potentielles d'inceste paternel et fraternel entre enfants ignorant leur filiation.
En 1867, une nouvelle annonce publicitaire pour des cours de français indique que Como s'est installée via San Dalmazzo.
Un poème de Como dédié à Adelaide Cairoli, daté du 2 décembre 1869, sera ensuite publié à titre posthume.    
Elle meurt le 27 février 1871 à l'âge de 68 ans, dans le dernier logement qu'elle partageait avec son mari au 42 Via Cernaia à Turin.

## Postérité
En 2009 et 2010, son autobiographie est rééditée par Wallada,. Elle a été trouvée presque par hasard à la Bibliothèque nationale de Turin par l'historien français Maurice Mauviel, alors qu'il faisait des recherches sur Giuseppe Beghelli.
À Bonnieux, un sentier de randonnée créé par le club littéraire Clémentine de Como retrace une partie de son histoire.

## Œuvres
- Célina et Flammy. Nouvelles (Avignon, Aubanel, 1838)
- Yva ou La prisonnière du château (Avignon, Aubanel, 1838)
- Blanche aux Indes (Casale Monferrato, 1842)
- Carme di Pietro Corelli nella solenne inaugurazione della statua equestre del re Carlo Alberto, con note di Paolo Isnardi; versi di Clementina De Como (1843)
- Émancipation de la femme, 2 vol. (Torino, Arnaldi, 1853)[20].
- Il poeta Rafaele e le sue vittime ossia Pietro C. e Clementina De C. : dramma diviso in due epoche (Torino, 1854)
- Pauvres enfans!! (Torino, Favale, 1866)